# Liber de natura rerum
Liber de natura rerum (łac. Księga o naturze rzeczy) – napisana w latach 1237–1240 przez Thomasa Cantimpratensisa księga stanowiąca kompendium wiedzy dostępnej w XIII wieku z dziedziny m.in. antropologii, zoologii, botaniki, astronomii, astrologii oraz meteorologii. Księga ta została przetłumaczona na język niemiecki, niderlandzki i francuski. Została wydana w trzech wersjach. I wersja zawierała 19 ksiąg, II wersja 20 ksiąg, a III wersja została skrócona oraz zawierała przeróbki opisanych tematów. Niektóre rękopisy były ilustrowane. Liber de natura rerum miała służyć przede wszystkim duchownym i kaznodziejom.

## Treść
Wiedza zawarta w księdze została oparta na dziełach Galena i Arystotelesa. Podzielono ją na dwadzieścia ksiąg. Pierwsza opisuje anatomię człowieka, kolejne księgi zawierają wywód o duszy, monstra ludzkie żyjące na Wschodzie, świat zwierzęcy uwzględniając czworonogi, ptaki, monstra morskie, ryby, węże, robaki i owady. Księgi od dziesiątej do dwunastej zawierają opis świata roślinnego w tym drzewa zwyczajne, drzewa i krzewy korzenne oraz zioła korzenne. Kolejne księgi dotyczą wody, kamieni szlachetnych, siedmiu metali, siedmiu wytworów powietrza (wśród nich rosy, śniegu czy gradu), a także siedmiu planet. W trzech ostatnich księgach Thomas Cantimpratensis omówił takie zjawiska jak grzmot, wiatr, chmura czy tęcza, przedstawił elementy, z których zbudowany jest świat podksiężycowy i opisał planety. W tej średniowiecznej encyklopedii znalazły się również wzmianki dotyczące kilku zwierząt żyjących w ówczesnej Polsce m.in. bobra, łosia i tura.
Dzieło to jako średniowieczna encyklopedia cieszyło się sporą popularnością o czym świadczy liczba zachowanych egzemplarzy. W bibliotekach europejskich zachowało się ponad 100 pełnych egzemplarzy rękopisu, a około 160 jeśli doliczyć wersje skrócone. Jednak egzemplarzy ilustrowanych zachowało się tylko sześć: po jednym egzemplarzu w bibliotekach w Würzburgu, Berlinie i Valenciennes, dwa egzemplarze w Pradze oraz jeden we Wrocławiu.

## Egzemplarz wrocławski
Ilustrowany egzemplarz wrocławski jest, datowaną na 2. połowę XV wieku, kopią dzieła Thomasa Cantimpratensisa. Jest to pergaminowy kodeks o wymiarach 32,5 na 23,5 cm, spisany na 202 kartach. Egzemplarz ten zawiera też 665 barwnych grafik. Znalazł się on we Wrocławiu dzięki Thomasowi von Rhedigeranowi (zm. 1576), podróżnikowi gromadzącemu rękopisy. Zgromadzona przez niego kolekcja w XVII trafiła do zbiorów biblioteki przy kościele św. Elżbiety. W wyniku połączenia tego księgozbioru z dwoma innymi, z kościoła św. Marii Magdaleny i św. Bernardyna, w latach 1865–1867 utworzono Bibliotekę Miejską, której dzisiejszą spadkobierczynią jest Biblioteka Uniwersytecka we Wrocławiu.
Do 16 września 1943 roku rękopis był przechowywany w Bibliotece Miejskiej posiadając sygnaturę S.IV.1.13, ekslibris Thomasa von Rehdigerana oraz numer rękopisu 174. Wtedy, w obawie przed bombardowaniami, najcenniejsze zbiory rękopiśmienne zostały zapakowane w 100 skrzyń i ewakuowane do pałacu w Ramułtowicach (ówczesny Ramfeld). Wrocławski egzemplarz Liber de natura rerum umieszczono w skrzyni nr 87 i przechowywano w pałacowym salonie muzycznym. Po wojnie okazało się, że rękopis zaginął. Egzemplarz ten został odnaleziony w londyńskim domu aukcyjnym Sothesby's. Choć katalogowe pieczęcie oraz noty proweniencyjne umieszczone na stronach 1. i 201. zostały z tego egzemplarza wycięte, został on zidentyfikowany na podstawie posiadanej sygnatury oraz fragmentu ekslibrisu. 27 września 2011 roku działo zostało przekazane Bibliotece Uniwersyteckiej.